# Malice
Malice is een Canadees-Amerikaanse mystery-thriller uit 1993 onder regie van Harold Becker. Hij won hiervoor op het Franse Cognac Festival du Film Policier 1994 zowel de prijs voor beste regisseur als de publieksprijs.

## Verhaal
Een universiteitsstudente wordt thuis aangevallen door een serieverkrachter en -moordenaar. In het ziekenhuis wordt met een operatie nog net haar leven gered. Wanneer decaan voor studentenzaken Andy Safian (Bill Pullman) naar haar gezondheid gaat informeren bij de arts die haar opereerde, ziet hij dat dit Jed Hill (Alec Baldwin) is. De twee mannen blijken op dezelfde school gezeten te hebben, hoewel ze daar niet tot elkaars sociale cirkel behoorden. Hill is nog niet zo lang geleden in de stad aangekomen. Andy stelt hem als hij naar huis gaat in de lift voor aan zijn vrouw, kleuterjuffrouw Tracy (Nicole Kidman). Omdat het echtpaar aankijkt tegen een rekening van de loodgieter van $14.000,- en Hill woonruimte zoekt, stelt Andy aan Tracy voor om Hill een kamer te verhuren. Ze zegt dat ze Hill eigenlijk een te dominante persoonlijkheid vindt hebben, maar stemt toch in. Andy vertrouwt Hill vervolgens toe dat ze een grote kinderwens hebben, maar dat Tracy steeds kampt met maagklachten waarvoor de doktoren geen reden kunnen vinden. Hill wil dat ze bij hem langskomt als het aanhoudt.
Op zijn kantoor op de universiteit krijgt Andy detective Dana Harris (Bebe Neuwirth) op bezoek. Ze doet onderzoek naar de seriemoordenaar. Omdat hij al verschillende studentes van de school heeft aangevallen nét nadat die alleen thuiskwamen, vermoedt ze dat de dader beschikking heeft tot de schoolroosters. Andy werkt dan net studente Paula Bell buiten (Gwyneth Paltrow). Zij komt chronisch te laat en daarom spreekt Andy met haar af dat hij haar voortaan elke morgen uit haar bed laat bellen. De volgende morgen is ze niettemin weer afwezig. Wanneer Andy bij haar thuis poolshoogte gaat nemen, vindt hij Bell verkracht en vermoord in haar tuin. Hoewel Harris niet denkt dat Andy de dader is, wil ze dat hij toch een spermamonster inlevert om hem definitief uit te sluiten.
Tracy is alleen thuis wanneer ze instort van de maagpijn. In het ziekenhuis wordt ze met spoed geopereerd en weer staat Hill achter de operatietafel. Hij moet één eierstok verwijderen vanwege een bloeding. De tweede zit verdraaid en is omgeven met dood weefsel. Daarom gaat hij naar de op de gang wachtende Andy om hem te laten beslissen wat hij moet doen. Hill kan de eierstok proberen te redden, maar dat kan Tracy haar leven kosten. Als hij hem verwijdert dan overleeft Tracy de operatie, maar zal ze nooit kinderen kunnen krijgen. Andy kiest voor Tracy. Hill vertelt Andy dan nog in vertrouwen dat hij ook net een vier weken oud embryo in Tracy's buik aantrof. Ze was zwanger, maar de vrucht is overleden. Een collega-chirurg betwijfelt of de eierstok wel verwijderd moet worden, maar Hill wil geen half uur wachten tot er een patholoog komt om dat te beoordelen en maakt de operatie af. Wanneer Tracy bijkomt is ze woest. Ze neemt advocaat Dennis Riley (Peter Gallagher) in de arm om Hill aan te klagen en verlaat Andy omdat hij hem toestemming gaf haar onvruchtbaar te maken.
Omdat het ziekenhuis hoopt onder de schadeclaim van Tracy uit te kunnen komen, laat het Hills voormalige leraar en medisch expert Martin Kessler (George C. Scott) komen om voor Hills kunde in te staan. Met vertegenwoordigers van het ziekenhuis, Hill, Tracy en Reilly erbij verklaart Kessler dat hij Hill kent als geniaal. Reilly heeft niettemin een oud rapport van Kessler waarin hij ook schrijft dat Hill soms lijdt aan een 'God-complex'. Dat wil zeggen dat Hill zó goed was, dat hij het idee had álles te kunnen, ook als hij daarvoor dwars tegen andermans adviezen in moest gaan. Hill verklaart dan ter plekke dat de religieuze God nog nooit een leven gered heeft, maar hij wel. Wat hem betreft bidden mensen die voor gezondheid bidden daarom tot hém en heeft hij wat dat betreft geen God-complex, maar ís hij God. Daarnaast heeft Reilly een verklaring van de barman uit de kroeg waar Hill zat voordat hij werd opgepiept om Tracy te opereren. Hij had die avond flink gedronken. Het ziekenhuis concludeert daarop dat het geen schijn van kans maakt tegen het bewijs en laat de verzekeringsmaatschappij $20.000.000,- uitkeren aan Tracy.
Wanneer Andy aan detective Harris vertelt wat er is gebeurd, geeft zij hem inzage in een rapport wat hij normaal niet te zien had gekregen. Uit het spermamonster dat ze eerder van hem vroeg, bleek dat hij onvruchtbaar is. Tracy kan niet zwanger zijn geraakt van hém. Andy haast zich naar Hill om te zeggen dat die de uitkering van de verzekering aan Tracy moet tegenhouden totdat dit is onderzocht. Daarna gaat hij naar Reilly, die hij verdenkt van overspel met zijn vrouw. Reilly zweert nooit naar bed te zijn geweest met Tracy. Hij praat met Andy wel over Tracy's moeder. Die leeft nog, terwijl Andy in de overtuiging was dat die al twaalf jaar dood was. Andy spoort mevrouw Kennsinger (Anne Bancroft) vervolgens op. Zij vertelt hem over een kant van haar dochter die Andy nooit te zien heeft gekregen. Tracy's vader was een oplichter die zijn dochter alle kneepjes van het 'vak' bijbracht voor hij verdween. Ze heeft vroeger al eens een rijke man proberen aan zich te binden door een zwangerschap voor te wenden. Omdat deze man haar toch liet zitten, zou Tracy een abortus hebben laten plegen bij dokter David Lilianfield, voor wie ze daarna is gaan werken.
Andy speurt het huis op waar deze Lilianfield praktijk zou houden, maar treft het aan zonder enig spoor dat daar een dokter zou wonen. Wanneer hij de voordeur open hoort gaan, verstopt hij zich. Tracy komt binnen, heftig zoenend met Hill. Ze hebben hem en het ziekenhuis samen opgelicht. Hij hoort ze praten over Tracy's eierstok, die Hill zelf verdraaide. Wanneer Andy thuis woedend een lamp kapotslaat, komt daar een verborgen injectienaald uit met sporen van perganol erin. Hiermee zorgde Tracy zelf voor haar maagklachten en onvermogen om zwanger te raken door cystes op haar eierstokken te veroorzaken. Andy plaatst de injectienaald in het bed van het huis van de zogezegde Lilianfield en laat Tracy en Hill zo weten dat hij ze doorheeft. Hij eist de helft van het verzekeringsgeld, anders zal hij hen bij de politie aangeven. Hij zegt een getuige te kennen die Tracy zichzelf heeft zien injecteren: het buurjongetje kon dit zien omdat zij er nooit toe waren gekomen om gordijnen op te hangen in hun slaapkamer en hij op de zijne vaak zat te oefenen voor zijn muziekles. Hill vindt dat ze Andy de helft van het geld moeten geven en met de andere helft het land uit moeten gaan. Tracy wil alles zelf houden en vermoordt liever het buurjongetje zodat Andy geen getuige meer heeft. Hier weigert Hill aan mee te werken. Omdat hij dreigt tegen haar te zullen getuigen als zij een klein jongetje vermoordt, schiet ze hem dood.
's Avonds wacht Tracy in haar auto totdat de buurvrouw vertrekt naar haar baan als verpleegster, zodat haar zoontje alleen thuis is. Tracy dringt vervolgens binnen en wil het jongetje op zijn stoel verstikken met cellofaan. Ze blijkt een pop te pakken te hebben. Andy staat aan de andere kant van de kamer en doet het licht aan. Hij heeft haar erin laten lopen. Tracy valt Andy aan, maar voor ze grote schade kan aanrichten vallen beiden door de trapleuning naar beneden. Dan komt detective Harris binnen met een geweer. Zij was degene die Tracy zag vertrekken in een verpleegsterpak. Wanneer Tracy buiten in de politiewagen wordt opgesloten, mogen het echte buurjongetje en de buurvrouw uit de wagen stappen waarin ze moesten wachten. Tracy ziet dan het jongetje naar de voordeur lopen met een blindenstok. Andy blufte over zijn getuige.

## Rolverdeling
| Acteur               | Personage                    |
| -------------------- | ---------------------------- |
| Alec Baldwin         | Dokter Jed Hill              |
| Nicole Kidman        | Tracy Kennsinger             |
| Bill Pullman         | Andy Safian                  |
| Bebe Neuwirth        | Detective Dana Harris        |
| George C. Scott      | Dokter Martin Kessler        |
| Anne Bancroft        | Mevrouw Kennsinger           |
| Peter Gallagher      | Advocaat Dennis Riley        |
| Josef Sommer         | Advocaat Lester Adams        |
| Tobin Bell           | Earl Leemus                  |
| William Duff-Griffin | Dokter George Sullivan       |
| Debrah Farentino     | Verpleegkundige Tanya        |
| Gwyneth Paltrow      | Paula Bell                   |
| David Bowe           | Dokter Matthew Robertson     |
| Diana Bellamy        | Mevrouw Worthington          |
| Brenda Strong        | Claudia, Rileys secretaresse |